# الکسی پتوخوف
الکسی پتوخوف (روسی: Алексей Евгеньевич Петухов؛ زادهٔ ۲۸ ژوئن ۱۹۸۳) اسکی‌باز صحرانوردی اهل روسیه است.